# Pyromanen
 Ikke at forveksle med Pyromani.
Pyromanen er en norsk dramafilm fra 2016. Filmen er instrueret af Erik Skjoldbjærg. Filmen blev vist ved Toronto International Film Festival 2016.
Filmen fik tre nomineringer ved Amandaprisen 2016.

## Medvirkende
- Per Frisch som Ingemann
- Agnes Kittelsen som Elsa
- Trond Nilssen som Dag
- Liv Bernhoft Osa som Alma
- Henrik Rafaelsen som Lensmann Johansen
- Per Tofte - Olav
- Gerdi Schjelderup - Johanna